# George Pinker
Sir George Douglas Pinker (Calcutta, 6 dicembre 1924 – Cheltenham, 29 aprile 2007) è stato un ginecologo britannico.

## Biografia
Era il secondogenito di Ronald Douglas Pinker, un orticoltore che lavorò per la Suttons Seeds per 40 anni, e di sua moglie, Queenie Elizabeth Dix. 
Frequentò la Reading School. Nel 1942 iniziò a studiare medicina presso la St Mary's Hospital Medical School, a Paddington, laureandosi nel 1947. Nel 1946 la Società di Musica messe su la sua prima produzione del dopoguerra The Mikado, dove Pinker recitò in uno dei ruoli principali. La regina Elisabetta assisti allo spettacolo come patrona sia dell'ospedale che della facoltà di medicina, accompagnata dalle principesse Elisabetta e Margaret.

## Carriera
Decise di specializzarsi in ostetricia, prendendo servizio come sottotenente nel Royal Army Medical Corps a Singapore. Tornando alla vita civile al Radcliffe Infirmary di Oxford, nel 1958 è stato nominato consulente in ostetricia e ginecologia al St. Mary's Hospital e il Samaritan Hospital for Women, dove lavorò per i successivi 31 anni. In seguito ha anche ricoperto la carica di Consulting Gynaecological Surgeon al Middlesex Hospital, Soho Hospital for Women, Bolingbroke Hospital, Battersea e al Radcliffe Infirmary.
Era un ex presidente della British Fertility Society e ha sostenuto la ricerca che ha portato alla nascita, nel 1978, di Louise Brown, la prima bambina in provetta.
Il suo lavoro presso il Royal College gli valse il rispetto internazionale tra gli ostetrici e ginecologi. Nel 1980 è stato eletto vice presidente e infine presidente nel 1987.
Nel 1964 lui e alcuni illustri colleghi hanno fondato il Childbirth Research Centre.
Nel 1973 succedette a Sir John Peel come chirurgo ginecologo della regina Elisabetta II. Assistette a nove nascite reali: il conte di Ulster, Lady Rose Windsor,  Lady Davina Windsor, Lord Frederick Windsor, Lady Gabriella Windsor, Peter Phillips, Zara Phillips, il principe William, il principe Harry. 
Tutte queste nascite ebbero luogo presso St. Mary's Hospital, a Paddington, una rottura significativa con la tradizione reale: tutte le nascite reali precedenti avevano avuto luogo in una residenza reale.
Nel 1990 è stato succeduto da Marcus Setchell.

## Matrimonio
Pinker sposò un'ex infermiera Dorothy Emma Russell, a Londra, il 31 marzo 1951. La coppia ebbe quattro figli: Catherine e Ian (gemelli), Robert e William. Sua moglie morì nel 2003.
Era un appassionato sciatore, marinaio, giardiniere e camminatore.

## Morte
Negli ultimi anni gli venne diagnosticato la malattia di Parkinson e una cecità parziale. Pinker morì a Cheltenham, il 29 aprile 2007.
Un servizio commemorativo si è tenuto nell'ottobre 2007 a St Marylebone Church, a Londra, alla presenza del Duchessa di Gloucester e della regina Anna Maria di Grecia. Nel mese di agosto 2008 è stato riferito che ha lasciato quasi £ 1,5 milioni nel suo testamento per i suoi quattro bambini.